# Coupe du monde de cyclo-cross 2011-2012
Navigation
2010-2011 2012-2013
La Coupe du monde de cyclo-cross 2011-2012 est la 19e édition de la coupe du monde de cyclo-cross qui a lieu du 16 octobre 2011 à Plzeň au 22 janvier 2012 à Hoogerheide. Elle comprend huit manches pour les hommes, sept pour les femmes, et quatre pour les hommes espoirs et juniors. Toutes les épreuves font partie du calendrier de la saison de cyclo-cross masculine et féminine 2011-2012.

## Hommes élites

### Résultats
| #  | Lieu           | Date        | Vainqueur     | Deuxième      | Troisième           | Leader du classement général |
| -- | -------------- | ----------- | ------------- | ------------- | ------------------- | ---------------------------- |
| 1. | Plzeň          | 16 octobre  | Sven Nys      | Kevin Pauwels | Zdeněk Štybar       | Sven Nys                     |
| 2. | Tábor          | 23 octobre  | Kevin Pauwels | Zdeněk Štybar | Klaas Vantornout    | Kevin Pauwels                |
| 3. | Coxyde         | 26 novembre | Sven Nys      | Kevin Pauwels | Bart Aernouts       | Kevin Pauwels                |
| 4. | Igorre         | 4 décembre  | Kevin Pauwels | Sven Nys      | Tom Meeusen         | Kevin Pauwels                |
| 5. | Namur          | 18 décembre | Sven Nys      | Niels Albert  | Klaas Vantornout    | Sven Nys                     |
| 6. | Heusden-Zolder | 26 décembre | Kevin Pauwels | Zdeněk Štybar | Sven Nys            | Kevin Pauwels                |
| 7. | Liévin         | 15 janvier  | Zdeněk Štybar | Kevin Pauwels | Radomír Šimůnek jr. | Kevin Pauwels                |
| 8. | Hoogerheide    | 22 janvier  | Kevin Pauwels | Zdeněk Štybar | Klaas Vantornout    | Kevin Pauwels                |

### Classement général
| Pos | Coureur             | Équipe                  | Pts |
| --- | ------------------- | ----------------------- | --- |
| 1   | Kevin Pauwels       | Sunweb-Revor            | 590 |
| 2   | Sven Nys            | Landbouwkrediet         | 540 |
| 3   | Zdeněk Štybar       | Omega Pharma-Quick Step | 525 |
| 4   | Klaas Vantornout    | Sunweb-Revor            | 450 |
| 5   | Tom Meeusen         | Telenet-Fidea           | 373 |
| 6   | Francis Mourey      | FDJ-BigMat              | 363 |
| 7   | Bart Aernouts       | Rabobank-Giant Off-Road | 360 |
| 8   | Steve Chainel       | FDJ-BigMat              | 319 |
| 9   | Radomír Šimůnek jr. | BKCP-Powerplus          | 306 |
| 10  | Niels Albert        | BKCP-Powerplus          | 300 |

## Femmes élites

### Résultats
| #  | Lieu           | Date        | Vainqueur            | Deuxième              | Troisième         | Leader du classement général |
| -- | -------------- | ----------- | -------------------- | --------------------- | ----------------- | ---------------------------- |
| 1. | Plzeň          | 16 octobre  | Katherine Compton    | Sanne van Paassen     | Kateřina Nash     | Katherine Compton            |
| 2. | Tábor          | 23 octobre  | Kateřina Nash        | Daphny van den Brand  | Sanne van Paassen | Kateřina Nash                |
| 3. | Coxyde         | 26 novembre | Daphny van den Brand | Marianne Vos          | Katherine Compton | Daphny van den Brand         |
| 4. | Namur          | 18 décembre | Marianne Vos         | Lucie Chainel-Lefèvre | Katherine Compton | Daphny van den Brand         |
| 5. | Heusden-Zolder | 26 décembre | Marianne Vos         | Daphny van den Brand  | Sanne van Paassen | Daphny van den Brand         |
| 6. | Liévin         | 15 janvier  | Marianne Vos         | Daphny van den Brand  | Katherine Compton | Daphny van den Brand         |
| 7. | Hoogerheide    | 22 janvier  | Marianne Vos         | Daphny van den Brand  | Kateřina Nash     | Daphny van den Brand         |

### Classement général
| Pos | Coureuse              | Pts |
| --- | --------------------- | --- |
| 1   | Daphny van den Brand  | 326 |
| 2   | Marianne Vos          | 290 |
| 3   | Katherine Compton     | 235 |
| 4   | Lucie Chainel-Lefèvre | 231 |
| 5   | Helen Wyman           | 208 |
| 6   | Sanne Cant            | 203 |
| 7   | Sanne van Paassen     | 180 |
| 8   | Kateřina Nash         | 166 |
| 9   | Pavla Havlíková       | 165 |
| 10  | Nikki Harris          | 144 |

## Hommes espoirs

### Résultats
| #  | Lieu        | Date        | Vainqueur         | Deuxième           | Troisième               | Leader du classement général |
| -- | ----------- | ----------- | ----------------- | ------------------ | ----------------------- | ---------------------------- |
| 1. | Tábor       | 23 octobre  | Lars van der Haar | Elia Silvestri     | Mike Teunissen          | Lars van der Haar            |
| 2. | Coxyde      | 26 novembre | Gert-Jan Bosman   | Stan Godrie        | Micki van Empel         | Lars van der Haar            |
| 3. | Liévin      | 15 janvier  | Lars van der Haar | Julian Alaphilippe | Michael Vanthourenhout  | Lars van der Haar            |
| 4. | Hoogerheide | 22 janvier  | Lars van der Haar | Julian Alaphilippe | Michiel van der Heijden | Lars van der Haar            |

### Classement général
| Pos | Coureur                | Pts |
| --- | ---------------------- | --- |
| 1   | Lars van der Haar      | 220 |
| 2   | Mike Teunissen         | 145 |
| 3   | Julian Alaphilippe     | 131 |
| 4   | Arnaud Grand           | 102 |
| 5   | Elia Silvestri         | 98  |
| 6   | Stan Godrie            | 95  |
| 7   | Michael Vanthourenhout | 95  |
| 8   | Wietse Bosmans         | 88  |
| 9   | Gert-Jan Bosman        | 87  |
| 10  | Micki van Empel        | 87  |

## Hommes juniors

### Résultats
| #  | Lieu        | Date        | Vainqueur            | Deuxième         | Troisième        | Leader du classement général |
| -- | ----------- | ----------- | -------------------- | ---------------- | ---------------- | ---------------------------- |
| 1. | Tábor       | 23 octobre  | Mathieu van der Poel | Quentin Jauregui | Daan Hoeyberghs  | Mathieu van der Poel         |
| 2. | Coxyde      | 26 novembre | Mathieu van der Poel | Daan Soete       | Wout van Aert    | Mathieu van der Poel         |
| 3. | Liévin      | 15 janvier  | Mathieu van der Poel | Silvio Herklotz  | Romain Seigle    | Mathieu van der Poel         |
| 4. | Hoogerheide | 22 janvier  | Mathieu van der Poel | Anthony Turgis   | Quentin Jauregui | Mathieu van der Poel         |

### Classement général
| Pos | Coureur              | Pts |
| --- | -------------------- | --- |
| 1   | Mathieu van der Poel | 240 |
| 2   | Quentin Jauregui     | 153 |
| 3   | Romain Seigle        | 145 |
| 4   | Daan Soete           | 131 |
| 5   | Silvio Herklotz      | 130 |
| 6   | Wout van Aert        | 119 |
| 7   | Anthony Turgis       | 117 |
| 8   | Daan Hoeyberghs      | 116 |
| 9   | Yorben Van Tichelt   | 108 |
| 10  | Quinten Hermans      | 77  |